# Telluric Chaos
Telluric Chaos est un album live de Iggy and the Stooges de 2005. Il a été enregistré le 22 mars 2004 à Tokyo lors du dernier concert de leur tournée japonaise. Enregistrement dit "bootleg" capturé par le public.
Telluric Chaos fait écho au disque "culte" Metallic K.O., qui fut capté lors de deux des derniers concerts des Stooges avant leur séparation en 1974. Telluric... et Metallic... sont tous deux publiés par le label français Skydog.

## Liste des titres
La liste des titres est celle d'un concert "classique" des Stooges reconstitués. La chanson My Idea Of Fun, jouée ce soir-là pour la première fois en public, figurera trois ans plus tard sur l'album The Weirdness.
1. Loose  – 3:56
2. Down On The Street  – 4:23
3. 1969  – 3:40
4. I Wanna Be Your Dog  – 5:37
5. TV Eye  – 5:11
6. Dirt  – 3:52
7. Real Cool Time  – 3:08
8. No Fun  – 4:12
9. 1970  – 6:14
10. Fun House/L.A. Blues  – 7:19
11. Skull Ring  – 5:07
12. Dead Rock Star  – 4:18
13. Little Electric Chair  – 5:16
14. Little Doll  – 5:07
15. My Idea Of Fun  – 5:04
16. I Wanna Be Your Dog (Encore)  – 3:50
17. Not Right  – 3:07